# Arrondissement di Saint-Benoît
L'arrondissement di Saint-Benoît è un arrondissement dipartimentale della Francia situato nel dipartimento d'oltremare della Riunione.

## Composizione
L'arrondissement comprende 6 comuni in 9 cantoni:
Cantoni
- Cantone di Bras-Panon
- Cantone di La Plaine-des-Palmistes
- Cantone di Saint-André-1
- Cantone di Saint-André-2
- Cantone di Saint-André-3
- Cantone di Saint-Benoît-1
- Cantone di Saint-Benoît-2
- Cantone di Sainte-Rose
- Cantone di Salazie

Comuni
1. Bras-Panon
2. La Plaine-des-Palmistes
3. Saint-André
4. Saint-Benoît
5. Sainte-Rose
6. Salazie